# У ствари љубав
У ствари љубав је британска романтична комедија режисера Ричарда Кертиса из 2003. године. Радња филма почиње пет недеља пре Божића и приказује неколико љубавних прича, чији су главни ликови међусобно повезани.

## Радња
Нови британски премијер, нежења Дејвид (Хју Грант) се заљубљује се у асистенткињу Натали ( Мартина Мекачен ). 
Премијерова старија сестра Карен (Ема Томпсон) свесна је да њен муж Хари (Алан Рикман) има љубавну аферу са колегиницом са посла, младом и заводљивом Миом (Хајка Макаш). 
Каренин пријатељ Данијел (Лијам Нисон) је остао удовац, а његов 11-годишњи син Сем (Томас Сангстер) жели да зна све о љубави јер му се свиђа девојчица из школе. 
Харијева секретарица Сара (Лора Лини) је стидљива, а жарко прижељкује везу са колегом, младим и згодним Карлом (Родриго Санторо).
Писац Џејми (Колин Ферт) напушта девојку кад је ухвати да га вара и путује у Француску како би писао у миру, али се тамо заљубљује у кућну помоћницу, Португалку Аурелију (Лусија Мониз) , која не зна ни реч енглеског. 
Џејмијева пријатељица Џулијет (Кира Најтли) се управо удала за Питера (Чуетел Еџиофор), али се његов најбољи пријатељ Марк (Ендру Линколн) понаша врло чудно. 
Ексцентрична рок-звезда Били Мек (Били Нај) има необичан однос са својим менаџером .

## Улоге
| Глумац           | Улога          |
| ---------------- | -------------- |
| Алан Рикман      | Хари           |
| Ема Томпсон      | Карен          |
| Хју Грант        | Дејвид         |
| Кира Најтли      | Џулијет        |
| Колин Ферт       | Џејми          |
| Лусија Мониз     | Аурелија       |
| Лијам Нисон      | Данијел        |
| Томас Сангстер   | Сем            |
| Били Нај         | Били Мек       |
| Грегор Фишер     | Џо             |
| Мартин Макачон   | Натали         |
| Чуетел Еџиофор   | Питер          |
| Ендру Линкон     | Марк           |
| Лора Лини        | Сара           |
| Родриго Санторо  | Карл           |
| Крис Маршал      | Колин          |
| Абдул Салис      | Тони           |
| Хајка Макаш      | Мија           |
| Мартин Фриман    | Џон            |
| Џоана Пејџ       | Џуди           |
| Оливија Олсон    | Џоана          |
| Били Боб Торнтон | председник САД |
| Роуан Аткинсон   | Руфус          |